# Найробская митрополия
Найро́бская митропо́лия (греч. Ιερά Μητρόπολη Ναϊρόμπι, до 2015 года — Кени́йская митропо́лия, греч. Ιερά Μητρόπολη Κένυας) — епархия Александрийской Православной Церкви на территории Кении.

## История
Православие появилось в Кении в начале XX-го века, когда сюда приехали жить первые греческие переселенцы. Для их нужд Александрийская патриархия время от времени присылала священников. Однако Православие тогда практически не выступало за рамки греческой общины, и миссии как таковой ещё не существовало.
Начало распространению Православия в Кении среди коренного населения положили сами африканцы, открывшие для себя Православную Веру и обратившиеся с прошением о присоединении к в Александрийский Патриархат. В 1946 году местная община была принята в каноническое общение с патриаршим престолом.
28 ноября 1958 года была образована Иринопольская и Восточноафриканская митрополия, в пределы которой входила Кения.
В 1966 году в городе Вайтаке, Кения, была учреждена Ассоциация православной молодежи Кении. С этого момента идет широкое распространение Православия в этой африканской стране.
Распространению православия в Кении способствовал Архиепископ Кипрский Макарий III, который посетил Кению в 1970 году как глава государства Кипр и друг президента Республики Джомо Кениаты. Архиепископ совершил пастырское посещение Кении в марте 1971 года и организовал массовые крещения в Найроби и Ньери. Предстоятель отметил тогда резко обострившуюся потребность в семинарии, которая могла бы решить вопросы духовного образования жителей Восточной Африки. Его идея нашла поддержку и понимание в лице президента Кениаты и правительства Кении. Президент Кеньятта подарил Православной Церкви большой участок земли в Рируте, пригороде Найроби, расположенной приблизительно в 10 км от центра города. На средства Кипрского Архиепископа здесь было построено здание митрополии, и кафедра была перенесена из Дар-эс-Салама в столицу Кении.
В 1982 году в Рируте была основана Православной Патриаршей семинарии имени Архиепископа Кипрского Макария III, которая стала главным источником православного просвещения и центром переводческой деятельности.
С 1992 по 1998 года существовало Рирутское викариатство, которое занимал Макарий (Тиллиридис).
28 ноября 1994 года митрополия была переименована в Кенийскую и Дар-эс-Саламскую, при этом в пределах Уганды была образована Кампальская епархия. 23 ноября 1999 года на территории восточной Танзании и Сейшельских островов была образована отдельная Дар-эс-Саламская митрополия .
24 ноября 2015 года из состава Кенийской митрополии были выделены Ньерийская и Кисумская епископии, а сама митрополия при этом была переименована в Найробскую.

## Епископы
- 28 ноября 1994 — 23 сентябрь 1997 — Ириней (Таламбекос)
- 28 сентября 1997 — 22 февраля 2001 — Серафим (Киккотис)
- с 22 февраля 2001 — Макарий (Тиллиридис)